# Barrage de Tcheboksary
Le barrage de Tcheboksary (en russe : Чебокса́рская ГЭС, Cheboksary GES) est un barrage sur la Volga en Russie. La construction du barrage commença en 1968 et se termina en 1986. Il est associé à une centrale hydroélectrique d'une capacité de 1 404 MW.